# イタドリマダラキジラミ
イタドリマダラキジラミ (Aphalara itadori) とは、カメムシ目キジラミ科に属する昆虫。
体長はおよそ1.6mmから2.1mm。日本全国に分布しており、成虫は6月から9月にかけてよく観察できる。越冬は成虫か幼虫で行う。主な餌はイタドリで、アブラムシやセミのようにイタドリの茎に長い口を刺して汁を吸う。非常に小さなセミに似た外観で、前翅に暗褐色の帯模様がある。
イギリスでは、外来種として在来種を脅かすイタドリに対する生物農薬として採用された。